# Гунтак
Гунтак (словац. Hunták) — річка; ліва притока Нітри, протікає в окрузі Нітра.
Довжина приблизно 6,3—8,2 км. Витік знаходиться в масиві Трибеч; біля перевалу Жіран.
Протікає територією сіл Подгорани; Жірани і Людовітова.. Впадає у Нітру на висоті приблизно 145 метрів.